# Питерс, Уинстон
Уинстон Рэймонд Питерс (англ. Winston Raymond Peters; род. 11 апреля 1945, Фангареи, остров Северный, Новая Зеландия) — новозеландский государственный и политический деятель, лидер партии «New Zealand First» (1993—н. в.). В прошлом — член Палаты представителей парламента Новой Зеландии (1979—1981, 1984—2005, 2005—2008, 2011—2015, 2015—2017, 2017—2020), министр по делам маори (1990—1991), казначей Новой Зеландии (1996—1998), министр иностранных дел (2005—2008, 2017—2020), заместитель премьер-министра (1996—1998, 2017—2020), министр государственных предприятий (2017—2020), министр гонок (2005—2008, 2017—2020), министр разоружения и контроля над вооружениями (2018—2020). Исполнял обязанности премьер-министра Новой Зеландии с 21 июня по 1 августа 2018 года.

## Биография

### Молодые годы, семья, образование
Уинстон Рэймонд Питерс родился 11 апреля 1945 года в госпитале Фангареи на острове Северный в Новой Зеландии. Стал пятым из 11 детей в семье плотника Кихирини «Лена» («Леонарда») Питерса (1906—1991) и его жены Джоан Мерл, урождённой Макиннс (1911—2008). Отец по национальности — маори из иви Нгати-ваи, а мать — новозеландка шотландского происхождения из клана Макиннс. При рождении был записан как Wynston, будучи названным в честь премьер-министра Великобритании Уинстона Черчилля, и при этом появившись на свет за день до смерти президента США Франклина Рузвельта и месяц до окончания Второй мировой войны. У Уинстона было шесть братьев — Джим, Иэн, Уэйн, Рональд, Алан, Дэвид; и четыре сестры — Мария, Линетт, Беверли, Хизер. Трое из них, включая Уинстона, стали видными новозеландскими политиками и членами парламента.
Родители держали большую молочно-мясную ферму и жили в семейном доме на побережье у Вананаки. К примеру, только в одном 1960 году они держали 250 коров и 250 свиней. Каждым утром и вечером дети помогали доить коров; тем не менее впоследствии Питерс вспоминал о своём детстве как об идиллическом и счастливом — ходил на рыбалку, занимался сёрфингом, увлекся верховой ездой. В детстве страдал заиканием, но смог справиться с недугом. В молодости мало интересовался языком и культурой маори по причине активной политики ассимиляции, которая способствовала их интеграции в европеизированное новозеландское общество пакеха.
Последовательно учился в средней школе Хукеренуи, средней школе для мальчиков Фангареи и средней школе Даргавилла. Каждый день ездил на трёх автобусах за 30 километров до школы в отличие от своих братьев и сестёр, живших в интернате. Окончив педагогический колледж Новой Зеландии, в 1966 году поступил на работу учителем в среднюю школу Те-Атату в Окленде, где пробыл около года. Подкопив денег, он поступил в Оклендский университет, где получил степень бакалавра искусств в области истории и политических исследований. Во время учёбы, в 1968 году, с подачи Брюса Клиффа вступил в организацию «Молодые националы Новой Зеландии», молодёжное крыло правящей правоцентристской Национальной партии Новой Зеландии.
В 1970 году уехал в Австралию на заработки, где был рабочим доменного цеха на заводе «BHP» в Ньюкасле и туннелепроходчиком второго класса в Снежных горах на сооружении водохранилища Юкамбин. Будучи фактически шахтёром, брал двойные смены по 16 часов в день и зарабатывал по 900 долларов в неделю. Впоследствии отмечал: «Я бы не сказал, что я построил Австралию, но я внёс свою долю». Скопив достаточно денег, вернулся в Новую Зеландию и продолжил получение образования в Оклендском университете, где стал изучать право. Уинстон, как и его братья Рон, Уэйн и Аллан, играл в регби. Занимая позиции первого и второго пятого-восьмого, он был членом команды Оклендского университета, капитаном сборной маори Окленда по регби и сыграл две игры за сборную маори Новой Зеландии по регби. В 1973 году окончил университет со степенью бакалавра права.
В 1974—1978 годах работал адвокатом в юридической фирме «Russell McVeagh». В качестве партнёра держал юридическую практику в Окленде, где исполнял обязанности барристера и солиситора. Впоследствии вспоминал, что «специализировался на том, чтобы люди не зажимали моих клиентов».

### Политическая карьера

#### Начало
В 1974 году лейбористским правительством Билла Роулинга был разработан план, предусматривающий создание прибрежных земельных резервов путём принудительного отъёма племенных земель у маори для последующей покупки населением. Потомкам европейцев принадлежало 90 процентов прибрежных земель в районе Фангареи, а маори — 10 процентов, но 90 процентов предназначенных для приобретения земель из них составляли владения иви Нгати-ваи. Члены иви обратились за помощью к Питерсу, который стал лидером комитета по удержанию земель и фактически возглавил протесты маори против мер правительства. Начатая им кампания воодушевила маори на проведение земельного марша до столицы страны под руководством Фины Купер, защитницы договора Вайтанги и настоящего символа протестов, в результате которых правительству не достались земли ни одного иви.
В тот же год, когда Роберт Малдун стал премьер-министром, Питерс дебютировал в федеральной политике, выставив свою кандидатуру от Национальной партии на парламентских выборах по округу Нортлерн-Маори. Став за последние несколько лет первым кандидатом от националов в этом неприступном округе маори, в котором с 1938 года непрерывно побеждали лейбористы, Питерс набрал 1873 голоса и проиграл Матиу Рате с 5988 голосами. Не растеряв набранного в ходе предвыборной кампании политического капитала, Питерс смог закрепиться в партии, и в 1976—1978 годах даже состоял членом её Исполнительного доминиона. Таким образом, он стал представителем целого поколения новозеландских юристов, избравших политическую карьеру.
В 1978 года Питерс выставил свою кандидатуру на выборах по округу Хунуа, где ему противостоял действующий депутат от лейбористов Малкольм Дуглас, сын Нормана и брат Роджера Дугласов. Дуглас был переизбран, набрав 7935 голосов, на 301 голос больше Питерса с 7634 голосами, который заявил о нарушениях при голосовании и при помощи адвоката Пола Темма подал соответствующую жалобу в Верховный суд. С подачи своих товарищей по партии Питерс воспользовался лазейкой в избирательном законодательстве. Согласно Акту о выборах, избиратели должны были отдавать свои голоса, перечеркнув в бюллетене клеточки напротив всех кандидатов, за исключением тех, которых они поддержали. Некоторые избиратели поступили проще и поставили галочку напротив своего кандидата, и их голоса были зарегистрированы членами избирательной комиссии округа Хунуа, исходившими из того, что выбор избирателя абсолютно понятен и такое «техническое» нарушение закона не должно приводить к аннулированию итогового голосования по всему округу. Питерс утверждал, что закон есть закон и избиратели должны голосовать, как указано, и если они этого не сделали, то голоса должны считаться недействительными и подлежат аннулированию. Спустя шесть месяцев после выборов, 11 мая 1979 года суд встал на его сторону, признав 560 голосов недействительными, в результате чего Питерс с 7507 голосами был объявлен одержавшим победу над Дугласом, у которого теперь оказалось только 7315 голосов при разнице в 192 голоса. 24 мая Питерс получил мандат депутата Палаты представителей парламента Новой Зеландии 39-го созыва, причём срок его полномочий начал исчисляться с даты проведения выборов, то есть с 25 ноября прошлого года. На протяжении всего своего срока Питерс следовал линии партии по основным национальным проблемам, которая коренным образом расходилась с интересами его электората.
28 ноября 1981 года Питерс потерял место в парламенте, проиграв Колину Мойлу. Ранее, в 1977 году, Мойл был вынужден сам уйти из парламента из-за обвинений в гомосексуальности со стороны Малдуна. Во время избирательной кампании Питерс вёл себя предельно уважительно, однако после выборов обвинил СМИ в том, что они не задавали вопросы Мойлу тех вопросов, о которых сам же и не спрашивал. После поражения Питерс вернулся к юридической практике и основал собственную фирму в Ховике, в которой работало восемь человек. В 1984 году он попытался пройти отбор в кандидаты в депутаты от округа Каипара, но проиграл. Тем не менее, 14 июля того же года он смог избраться в парламент 41-го созыва, на сей раз от округа Тауранга, где сменил своего уходящего в отставку однопартийца Кита Аллена. После этого Питерс был назначен парламентским представителем Национальной партии по делам маори, прав потребителей и транспорта (1984—1987).
16 декабря 1986 года на заседании парламента Питерс предал гласности обстоятельства дела о займах маори, заключающегося в том, что министерство по делам маори во главе с Коро Ветере занималось нелегальным изыскиванием средств на развитие маори за рубежом, сумев собрать порядка 600 миллионов новозеландских долларов. Он получил данную информацию от своего осведомителя в министерстве бизнесмена Роки Крибба, но при этом отказался делиться всей полнотой полученных данных с председателем Комиссии по государственной службе Родериком Дином или лидером своей же Национальной партии Джимом Болджером, который впоследствии несколько преувеличил масштабы аферы. Обнародование дела о займах поспособствовало продвижению политической карьеры Питерса — он стал переднескамеечником и парламентским представителем Национальной партии по делам маори, расовым отношениям и занятости (1987—1990). 15 августа 1987 года Питерс был переизбран в парламент 42-го созыва. К 1988 году он стал настолько популярен, что согласно опросам, 38 процентов членов Национальной партии хотели, чтобы Питерс возглавил партию вместо Болджера с 32 процентами. Питерс начал критиковать собственных однопартийцев, вступил в конфликт с представителем партии по финансовым вопросам Рут Ричардсон, и постепенно перешёл к более резким выражениям, заявив, что в Новой Зеландии наличествует «хроническая нехватка политического руководства», которая «не является исключительной сферой лейбористской партии», по причине чего лишился постов парламентского представителя партии и перестал быть переднескамеечником.

#### На посту министра по делам маори
Благодаря своей политической платформе, представлявшей собой прагматический консерватизм в сочетании с идеями антииммиграционной политики и экономического национализма, Питерс пользовался значительной поддержкой как со стороны маори, так и не-маори. 27 октября 1990 года он был переизбран в парламент 43-го созыва, причём набрав больше голосов, чем другие кандидаты от Национальной партии. 2 ноября того же года Питерс был назначен на пост министра по делам маори в четвёртом национальном правительстве, первом для Болджера. В этой должности Питерс сменил Ветере, который ранее отказался уходить в отставку после «дела о займах маори».
В январе 1991 года решением Питерса была учреждена министерская группа планирования по выработке рекомендаций относительно совершенствования государственной политики по вопросам, связанным с маори, в частности, в социально-экономической сфере. В марте 1991 года в соавторстве со своими коллегами по министерству он выпустил доклад «Ка Аватеа» (Новый рассвет), в котором предложил объединить министерство по делам маори и переходное агентство иви, учредив новую структуру под названием «Те Пуни Кокири» (министерство развития маори). Питерс предполагал, что министерство будет играть «важную роль в упреждающем развитии политики маори», сосредоточившись главным образом на образовании, здравоохранении, занятости и предпринимательстве для устранения статистической пропасти между маори и пакеха в этих вопросах. План был одобрен лидерами племён маори, но реализован был только в январе 1992 года под началом исполнительного директора министерства Виры Гардинера, уже после отставки Питерса.

#### Внутрипартийный конфликт, создание своей партии
Под влиянием Ричардсон, ставшей министром финансов, правительство Болджера продолжило курс прежнего правительства лейбористов по проведению экономических реформ на благо свободного рынка. Питерс, вместе с другими депутатами-националами Гилбертом Майлсом и Хэмишем Макинтайром, постоянно критиковал как партийный стиль руководства Болджера, так и политику своего же правительства в области экономики, приватизации, социальной сферы, иммиграции, управления государственными предприятиями за границей. В конце концов, спустя 11 месяцев, 1 октября 1991 года Болджер вызвал Питерса к себе в кабинет на 9-м этаже офиса премьер-министра и сказал, что решил изменить состав правительства, но его самого там уже не будет. Увольнение Питерса за «нарушение принципа коллективной ответственности» было замаскировано под кадровые перестановки в качестве лишь одного из нескольких изменений в составе кабинета министров. 3 октября новым министром по делам маори стал Дуг Кидд, который не владел языком маори и к тому же стал первым не-маори в этой должности за последние 20 лет. На увольнение Питерса и назначение Кидда маори всех иви отреагировали протестным маршем во главе с 96-летней Финой Купер, передвигавшейся на инвалидной коляске, и смогли занять резиденцию Болджера, потребовав у него объяснений данным решениям.
Увольнение позволило Питерсу быть ещё более откровенным в отношениях с партией, которую он продолжил критиковать, даже оставшись заднескамеечником. В октябре 1992 года по причине «утраты доверия» он был исключён из партийного кокуса большинством голосов его членов. После того как управляющий совет партии наложил запрет на выдвижение Питерса на будущих выборах по округу Тауранга, в феврале 1993 года он подал иск в Верховный суд, указав в качестве ответчика её президента Джона Коллинджа. Судья Роберт Фишер постановил, что внутренние решения политических партий должны рассматриваться исключительно как вопрос договорённостей между членами партии и не поддаваться судебному регулированию в области общественного права. Фактически проиграв дело, 18 марта Питерс подал в отставку с должности депутата парламента при условии организации довыборах в округе Тауранга, на которое правительство ответило согласием. В Лейбористской и Национальной партиях отказались выставить своих кандидатов, поняв, что не смогут ничего противопоставить его авторитету в этом округе. 17 апреля, будучи независимым кандидатом, Питерс одержал победу и вернулся в парламент, получив более 90 процентов голосов. Три месяца спустя, 18 июля в Александра-парке в Окленде Питерс объявил о создании в Новой Зеландии новой политической партии — «New Zealand First». Тогда же он стал лидером партии и с тех пор бессменно возглавляет её в течение 25 лет. 6 ноября он был переизбран в парламент 44-го созыва, победив кандидата от националов Джона Кронина. Так как «NZ First» получила 8 процентов голосов, всего в тот год в парламент прошло только два члена партии: вторым оказался Тау Хенаре, победивший в округе Нортлерн-Маори действующего депутата-лейбориста Брюса Грегори.
Снова став депутатом, Питерс вернулся к активной деятельности. Ещё в августе 1992 года он призвал к расследованию предполагаемого покровительства, оказанного Департаментом внутренних доходов и Управлением по борьбе с крупным мошенничеством в отношении «Банка Новой Зеландии» и торгового банка «Fay Richwhite», обвинив их в уклонении от уплаты налогов через офшоры на Островах Кука. Документы, подтверждающие данные обвинения, были получены Питерсом от компьютерного брокера Эдуарда Уайта, купившего несколько десятков компьютеров у оклендской фирмы «Citibank» и обнаружившего на них дискеты с детализацией банковских счетов некоторых политиков и компаний, отмывавших деньги за рубежом. В сентябре того же года Уайт погиб при загадочных обстоятельствах и был найден мёртвым в своей разбитой машине у моста через Оклендскую бухту. Данные Уайта и Питерса были подтверждены журналистом Иэном Уишартом, проведшим собственное расследование и доказавшим проведение некоторых банковских операций. Наконец, в марте 1994 года, с 17-й попытки Питерс смог представить Палате представителей документы в картонной коробке от бутылки вина, благодаря чему дело получило своё название. В результате упорной настойчивости Питерса, в сентябре 1994 года генерал-губернатор учредил комиссию по расследованию обстоятельств дела во главе с бывшим верховным судьёй Новой Зеландии Рональдом Дэвисоном. В итоговом отчёте комиссии, обнародованном в августе 1997 года, было отмечено, что все подозреваемые действовали в рамках закона, даже если они так и не заплатили несколько сотен миллионов долларов в виде налогов. Питерс при помощи адвоката Брайана Генри обжаловал это заключение в Верховном суде, который постановил, что выводы комиссии не подлежат оспариванию в суде по причинам различного толкования права. Апелляционный суд отменил это решение, и данное дело было снова передано в Верховный суд, в котором было установлено, что выводы комиссии были сделаны с нарушением законодательных норм. После этого Департамент внутренних доходов завёл дело о сговоре «Fay Richwhite» и «Банка Новой Зеландии» в период с 1989 по 1993 год для уклонения от уплаты налогов на ряд транзакций, в том числе тех, которые фигурировали в документах Уайта и Питерса. Тем не менее, Верховный суд в лице судьи Эндрю Макгечана не удовлетворил иск.

#### В правительстве Кристофера Лаксона
14 октября 2023 года состоялись парламентские выборы. 24 ноября по их итогам было подписано коалиционное соглашение Национальной партии с New Zealand First и ACT New Zealand (Ассоциация потребителей и налогоплательщиков). 27 ноября правительство Кристофера Лаксона вступило в свои полномочия.
Питерс стал заместителем премьер-министра (до 31 мая 2025 года), а также министром иностранных дел и министром спортивного тотализатора.

## Личная жизнь
«Во все отвратительные дни моей политической жизни, в эти трудные дни, когда всё было наперекосяк, я всегда вспоминал об одной замечательной вещи. Я всегда мог отправиться в бухту на мою старую лодку, которую я купил лет много лет назад, и у меня всегда был Вананаки, откуда я родом, и примерно тогда я начинал понимать, что знаю зачем живу».
В 1973 году женился на Луизе Эми, учительнице начальной школы. У них родилось двое детей: сын Джоэл и дочь Бри. В 1995 году развёлся. Ныне живёт в партнёрстве с Джан Тротман в многомиллионном трёхэтажном доме у Сент-Мэрис-бэй с видом на Оклендскую бухту. Также владеет домом с земельным участком в Вананаки.
Мать скончалась в 2008 году в возрасте 96 лет в семейном доме в Вананаки в 15-ю годовщину образования «New Zealand First» и накануне партийной конференции. Годом ранее, Джоан Питерс, как мать 11 налогоплательщиков, проработавшая практически всю свою жизнь, стала обладательницей первой карты «SuperGold», введённой для пожилых людей по соглашению «New Zealand First» и Лейбористской партии. Она была похоронена на местном кладбище, тогда как отец покоится на семейной урупе у бухты Вананаки.
Выпивал и курил, но бросил. Любит рыбачить в Вананаки. Находится в дружеских отношениях с Полом Истом, Доном Маккинноном, Филипом Бёрдоном, бывшими министрами правительства Новой Зеландии, с которыми познакомился ещё в 1970-х годах. Близкий друг — однопартиец Шейн Джонс, занимающий несколько министерских постов в правительстве Ардерн.

## Почести
- Назначение в Её Величества Тайный Совет с титулом «Достопочтенный» (21 мая 1998)[108][109].